# Jacqueline Brookes
Jacqueline Victoire Brookes (Montclair (New Jersey), 24 juli 1930 – Manhattan (New York), 26 april 2013) was een Amerikaans televisie- en theateractrice.

## Biografie
Brookes studeerde aan de Universiteit van Iowa in Iowa City en behaalde daar haar Bachelor of Fine Arts, waarna ze naar de Royal Academy of Arts in Londen ging. Op Broadway en in andere theaters speelde ze onder andere Katherine in The Taming of the Shrew, Desdemona en Emilia in Othello, Portia in The Merchant of Venice, Gertrude in Hamlet, Lady Macbeth in Macbeth, Rosalind in As You Like It, Viola in Twelfth Night, Helena in A Midsummer Night's Dream, Mistree Page in The Merry Wives of Windsor en Elizabeth in The Tragedy of Richard the Third.
Brookes begon in 1954 met televisieacteerwerk, voor de televisieserie Look Up and Live. Hierna heeft zij nog meerdere rollen gespeeld in televisieseries en films zoals As the World Turns (1969–1973), The Gambler (1974), Last Embrace (1979), Ryan's Hope (1982), Sea of Love (1989) en The Naked Gun 2½: The Smell of Fear (1991). In 1995 stopte ze met acteren en werd ze docent aan de Circle in the Square Theatre School in New York.

## Filmografie

### Films
Selectie:
- 1991 The Naked Gun 2½: The Smell of Fear - als commissaris Anabel Brumford
- 1989 Sea of Love - als moeder van Helen
- 1984 License to Kill - als rechter Miriam Roth
- 1979 Last Embrace - als dr. Coopersmith
- 1978 A Death in Canaan - als Mildred Carston
- 1974 The Gambler - als Naomi Freed
- 1971 The Hospital - als dr. Immelman

### Televisieseries
Uitgezonderd eenmalige gastrollen.
- 1991 All My Children - als rechter Irene Singer - 10 afl.
- 1986 Jack and Mike – Nora Adler - 3 afl.
- 1982 Ryan's Hope – zuster Mary Joel - 4 afl.
- 1975-1976 Another World - als Beatrice Gordon - 6 afl.
- 1969-1973 As the World Turns – mevr. Thompson - ? afl.
- 1964-1965 A Flame in the Wind – Flora Perkins - 3 afl.

- International Standard Name Identifier: 0000 0000 6568 9882
- Library of Congress Control Number: n2009042542
- SNAC: w6mp9jp9
- Système universitaire de documentation: 172149673
- Virtual International Authority File: 91037821
- WorldCat: E39PBJbRhQ467mkXPQDxYPhvHC